# Mai Charoenpura
Mai Charoenpura, thailändska ใหม่ เจริญปุร, också känd under sitt tidigare scennamn Mai Siriwimol, thailändska ใหม่ สิริวิมล, född 5 januari 1969 i Bangkok, är en thailändsk sångerska och skådespelare.

## Biografi
Charoenpura föddes i Bangkok som en av fyra döttrar till den thailändska skådespelaren Surin Charoenpura, med scennamnet Ruj Ronnapop, och Winee Sontikool. Hennes systrar är Venic White, Vipavee Maguire och halvsystern och skådespelerskan Intira Charoenpura. Charoenpura utbildades i England, vid Farringtons School.

### Musik
Charoenpura har sedan 1989 släppt ett dussintal album, musikvideor och uppträtt vid många konserter.
2007 uppträdde Charoenpura i Manchester vid en konsert som anordnades av den tidigare thailändska premiärministern Thaksin Shinawatra (2001–2006) för att fira hans ägarskap av fotbollsklubben Manchester City FC.

### Skådespeleri
Sedan 1980-talet har Charoenpura haft ett stort antal roller i tv-serier på thailändsk television och i filmer.
Som skådespelare är hon bäst känd för sin roll som 'Pring' i Khon Rerng Muang (คนเริงเมือง).  Charoenpura gjorde den rollen till sin så helt och fullt att hon fått spela 'Pring' två gånger i två olika remakes 1988 och 2002. Hon rönte internationellt erkännande för sin porträttering av nationalhjältinnan Lady Srisudachan i filmen The Legend of Suriyothai (2001) i regi av Chatrichalerm Yukol, som uppfördes i USA som teater 2003.
2010 var Charoenpura med i episodfilmen Die a Violent Death tillsammans med Akara Amarttayakul och Supaksorn Chaimongkol.
Efter ett längre uppehåll som skådespelare deltog hon 2019 i Thailands TV, kanal 3s drama Krong Kam som den medelålders kvinnan Yoi.

### Mätningar
Charoenpura har medverkat i 19 filmer och erhållit två nomineringar. På YouTube är hennes populäraste filmtrailer Meat Grinder med 330 000 visningar (2020), följd av The Legend of Suriyothai med 226 000 visningar.